# Ute (Iowa)
Ute es una ciudad ubicada en el condado de Monona, Iowa, Estados Unidos. Según el censo de 2020, tiene una población de 338 habitantes.

## Geografía
La localidad está ubicada en las coordenadas 42°3′1″N 95°42′21″O / 42.05028, -95.70583 (42.050259, -95.705776). Según la Oficina del Censo de los Estados Unidos, Ute tiene una superficie total de 0.96 km², correspondientes en su totalidad a tierra firme.

## Demografía
Según el censo de 2020, hay 338 personas residiendo en Ute. La densidad de población es de 352.08 hab./km². El 97.34% de los habitantes son blancos, el 0.59% son asiáticos y el 2.07% son de una mezcla de razas. Del total de la población, el 0.89% son hispanos o latinos de cualquier raza.